# Cuộc thi quốc tế Tchaikovsky

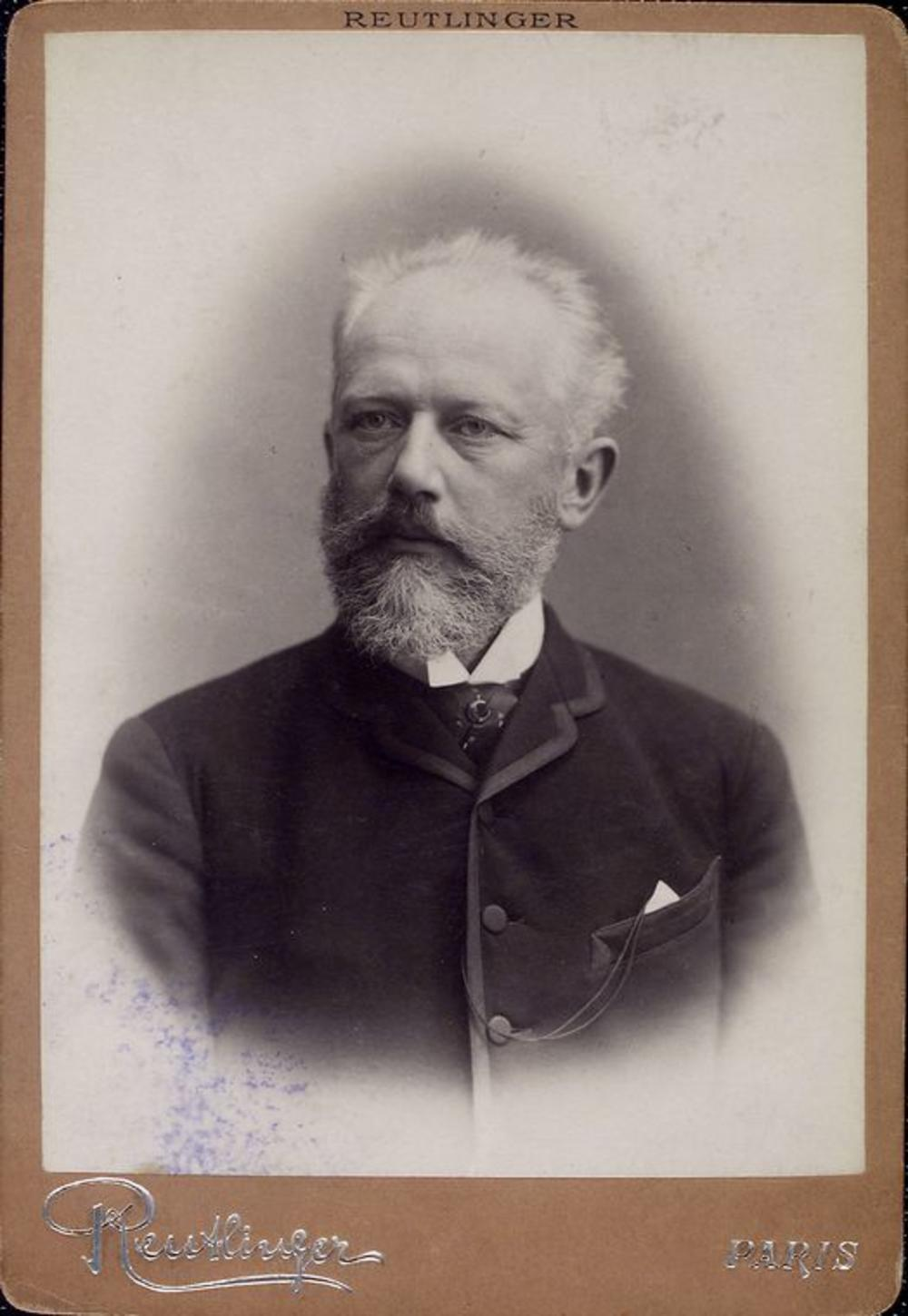
Nhà soạn nhạc Tchaikovsky

Cuộc thi âm nhạc quốc tế Tchaikovsky (tiếng Anh: The International Tchaikovsky Competition) là một cuộc thi âm nhạc cổ điển được tổ chức bốn năm một lần tại Moscow Nga cho nghệ sĩ piano, violin, và cello từ 16 đến 30 tuổi và ca sĩ từ 19 và 32 tuổi. Cuộc thi được đặt theo tên nhà soạn nhạc Nga Pyotr Ilyich Tchaikovsky và là một thành viên tích cực của Liên đoàn thế giới các cuộc thi âm nhạc quốc tế.
Cuộc thi âm nhạc quốc tế Tchaikovsky lần thứ 14 đã được tổ chức ở Moscow và St Petersburg Nga, từ ngày 14 đến ngày 01 tháng 7 năm 2011, dưới sự bảo trợ của Chính phủ Liên bang và Bộ Văn hóa Nga. Các cuộc thi bao gồm piano, violin, cello và hát.

## Điều lệ
Trên tiến trình hơn nửa thế kỉ, Cuộc thi Tchaikovsky quốc tế vẫn tiếp tục tự khẳng định là một trong những cơ hội hàng đầu cho các nghệ sĩ trẻ nhằm đạt được danh tiếng và củng cố sự nghiệp. Mỗi lần được tổ chức tại Moscow, cuộc thi đều trở thành sự kiện nổi bật nhất trong đời sống âm nhạc nước Nga.
Cuộc thi đã giúp nhận diện nhiều tài năng mới, những người mà hơn 50 năm qua đã lọt vào danh sách các nghệ sĩ trình diễn hàng đầu thế giới. Trong số những người chiến thắng của giải Tchaikovsky phải kể đến các nghệ sĩ piano Van Cliburn, Vladimir Ashkenazy, Mikhail Pletnev, Grigory Sokolov; các nghệ sĩ violin Viktor Tretiakov, Gidon Kremer, Vladimir Spivakov, Viktoria Mullova; các nghệ sĩ cello David Geringas, Nathaniel Rosen, Antonio Meneses, Natalia Gutman, Mario Brunello; cùng các ca sĩ Evgeny Nesterenko, Paata Burchuladze, Elena Obraztsova và Deborah Voigt.

## Lịch sử
Cuộc thi Tchaikovsky quốc tế được tổ chức bốn năm một lần. Cuộc thi đầu tiên, năm 1958, chỉ gồm hai hạng mục – piano và violin. Từ cuộc thi thứ hai, năm 1962, hạng mục cello được bổ sung và hạng mục thanh nhạc cũng được đưa vào từ cuộc thi lần thứ ba năm 1966. Năm 1990, hạng mục thứ năm xuất hiện - cuộc thi dành cho các nhà làm đàn violin mà theo truyền thống, diễn ra trước các hạng mục thi chính dưới sự chỉ đạo của các vị tổ chức có uy tín lớn như Dmitri Shostakovich và Mstislav Rostropovich, thành viên ban giám khảo trong quá khứ bao gồm những tên tuổi huyền thoại như Sviatoslav Richter, Heinrich Neuhaus, Maria Callas, Leonid Kogan...

## Giải thưởng
Các dàn nhạc hàng đầu của Nga được mời tới để trình diễn cùng những nghệ sĩ lọt vào vòng chung kết của giải. Các nghệ sĩ tham gia buổi hòa nhạc chung kết ở Moscow tại hai Phòng hòa nhạc của Nhạc viện Moscow, Phòng hòa nhạc Tchaikovsky (Tchaikovsky Concert Hall), Sảnh trụ cột (Hall of Columns) và Viện Âm nhạc quốc tế Moscow (Moscow International House of Music). Vòng chung kết ở hạng mục piano cũng như lễ trao giải và buổi hòa nhạc của những người đoạt giải được tổ chức tại phòng hòa nhạc số 1 của Nhạc viện Moscow – Phòng hòa nhạc Lớn.
Giải thưởng kèm theo số tiền thưởng trị giá 100.000 USD cho thí sinh xuất sắc nhất cuộc thi, sẽ được trao tại chương trình hòa nhạc ở Saint Petersburg (Xanh Pê-téc-bua) vào ngày 3/7 tới.
Giải thưởng tiền mặt được trao cho năm đối thủ cạnh tranh hàng đầu trong từng môn piano, violin, cello và cho bốn trong số bốn đối thủ cạnh tranh hàng đầu trong các hạng mục hát đơn nam và nữ. Giải nhất (luôn luôn được trao) là 20.000 Euro; thứ hai, 15.000 Euro; thứ ba, 10.000 Euro; thứ tư, 5.000 Euro; và thứ năm, 3.000 Euro. Một giải thưởng bổ sung, một giải thưởng lớn 10.000 Euro, có thể được trao cho một trong những huy chương vàng được coi là xuất sắc trong các cuộc thi. Các giải thưởng bổ sung được trao cho hiệu suất tốt nhất của các buổi hòa nhạc thính phòng và tác phẩm mới được ủy quyền.
Đối với cuộc thi năm 2015, các giải thưởng như sau:
| Giải thưởng | Giá trị                                       |
| --- | --------------------------------------------- |
| Giải xuất sắc                                                                                                  | Ngoài giải thưởng của giải nhất và 10.000 USD |
| Giải nhất | 30.000 USD và Huy chương vàng                 |
| Giải nhì | 20.000 USD và Huy chương bạc                  |
| Giải ba | 10.000 USD và Huy chương Đồng                 |
| Giải tư | 5.000 USD và bằng tốt nghiệp                  |
| Giải năm | 3.000 USD và bằng tốt nghiệp                  |
| Giải sáu | 2.000 USD và bằng tốt nghiệp                  |
| Màn trình diễn hay nhất với bản hòa tấu với dàn nhạc thính phòng ở Vòng II (trong phần piano, violin và cello) | 2.000 USD và bằng tốt nghiệp                  |

## Danh sách đoạt giải
Người chiến thắng của ba giải thưởng hàng đầu được trao trong năm và thể loại nhất định

### Piano
| Năm  | Giải nhất/Vàng                | Giải nhì/Bạc                         | Giải ba/Đồng                                        | Các giải thưởng đáng chú ý khác |
| ---- | ----------------------------- | ------------------------------------ | --------------------------------------------------- | ------------------------------- |
| 1958 | Van Cliburn                   | Lev Vlassenko Liu Shikun             | Naum Shtarkman                                      |                                 |
| 1962 | Vladimir Ashkenazy John Ogdon | Susan Starr Yin Chengzong            | Eliso Virsaladze                                    |                                 |
| 1966 | Grigory Sokolov               | Misha Dichter                        | Victor Eresko                                       |                                 |
| 1970 | Vladimir Krainev John Lill    | Horacio Gutiérrez                    | Arthur Moreira Lima Viktoria Postnikova             |                                 |
| 1974 | Andrei Gavrilov               | Myung-whun Chung Stanislav Igolinsky | Youri Egorov                                        | András Schiff (Giải tư)         |
| 1978 | Mikhail Pletnev               | Pascal Devoyon André Laplante        | Nikolai Demidenko Evgeny Ryvkin                     |                                 |
| 1982 | Không có giải nhất            | Peter Donohoe Vladimir Ovchinnikov   | Michie Koyama                                       |                                 |
| 1986 | Barry Douglas                 | Natalia Trull                        | Irina Plotnikova                                    |                                 |
| 1990 | Boris Berezovsky              | Vladimir Mischouk                    | Kevin Kenner Johan Schmidt Anton Mordasov           |                                 |
| 1994 | Không có giải nhất            | Nikolai Lugansky                     | Vadim Rudenko HaeSun Paik                           |                                 |
| 1998 | Denis Matsuev                 | Vadim Rudenko                        | Freddy Kempf                                        |                                 |
| 2002 | Ayako Uehara                  | Alexei Nabiulin                      | Tszyuy Tszin Andrey Ponochevny                      |                                 |
| 2007 | Không có giải nhất            | Miroslav Kultyshev                   | Alexander Lubyantsev                                |                                 |
| 2011 | Daniil Trifonov               | Yeol Eum Son                         | Seong-Jin Cho                                       |                                 |
| 2015 | Dmitry Masleev                | Lucas Geniušas George Li             | Sergei Redkin Daniel Kharitonov                     | Lucas Debargue (Giải tư)        |
| 2019 | Alexandre Kantorow            | Dmitry Shishkin Mao Fujita           | Kostantin Emelyanov Kenneth Broberg Alexey Melnikov | An Tianxu (Giải tư)             |

### Violin
| Năm  | Giải nhất/Vàng                  | Giải nhì/Bạc                                   | Giải ba/Đồng                                             | Các giải thưởng đáng chú ý khác                                               |
| ---- | ------------------------------- | ---------------------------------------------- | -------------------------------------------------------- | ----------------------------------------------------------------------------- |
| 1958 | Valery Klimov                   | Victor Pikaizen                                | Ştefan Ruha                                              |                                                                               |
| 1962 | Boris Gutnikov                  | Shmuel Ashkenasi Irina Bochkova                | Nina Beilina Yoko Kubo                                   |                                                                               |
| 1966 | Viktor Tretiakov                | Masuko Ushioda Oleg Kagan                      | Yoko Sato Oleh Krysa                                     |                                                                               |
| 1970 | Gidon Kremer                    | Vladimir Spivakov Mayumi Fujikawa              | Liana Isakadze                                           |                                                                               |
| 1974 | Không có giải nhất              | Eugene Fodor Ruben Aharonyan Rusudan Gvasaliya | Marie-Annick Nicolas Vanya Milanova                      |                                                                               |
| 1978 | Ilya Grubert Elmar Oliveira     | Mihaela Martin Dylana Jenson                   | [[Irina Medvedeva\| Irina Medvedeva]] Alexandr Vinnitsky |                                                                               |
| 1982 | Viktoria Mullova Sergei Stadler | Tomoko Kato                                    | Stephanie Chase Andres Cardenes                          |                                                                               |
| 1986 | Ilya Kaler Raphaël Oleg         | Xue Wei Maxim Fedotov                          | Jane Peters                                              |                                                                               |
| 1990 | Akiko Suwanai                   | Evgeny Bushkov                                 | Alyssa Park                                              |                                                                               |
| 1994 | Không có giải nhất              | Anastasia Chebotareva Jennifer Koh             | Graf Murzha Marco Rizzi                                  |                                                                               |
| 1998 | Nikolai Sachenko                | Latica Honda-Rosenberg                         | Ichun Pan                                                |                                                                               |
| 2002 | Không có giải nhất              | Tamaki Kawakubo Xi Chen                        | Tatiana Samouil                                          |                                                                               |
| 2007 | Mayuko Kamio                    | Nikita Boriso-Glebsky                          | Yuki Manuela Janke                                       |                                                                               |
| 2011 | Không có giải nhất              | Sergey Dogadin Itamar Zorman                   | Jehye Lee                                                |                                                                               |
| 2015 | Không có giải nhất              | Yu-Chien Tseng                                 | Alexandra Conunova Haik Kazazyan Pavel Milyukov          |                                                                               |
| 2019 | Sergey Dogadin                  | Marc Bouchkov                                  | Donghyun Kim                                             | Mayumi Nakagawa (Giải tư) Aylen Pritchin (Giải tư) Mylan Al-Ashhab (Giải sáu) |

### Cello
| Năm  | Giải nhất/Vàng              | Giải nhì/Bạc                                  | Giải ba/Đồng                        |
| ---- | --------------------------- | --------------------------------------------- | ----------------------------------- |
| 1962 | Natalia Shakhovskaya        | Leslie Parnas Valentin Feygin Валентин Фейгин | Natalia Gutman Mikhail Khomitser    |
| 1966 | Karine Georgian             | Stephen Kates Arto Noras                      | Kenichiro Yasuda Eleonora Testelets |
| 1970 | David Geringas              | Victoria Yagling                              | Ko Iwasaki                          |
| 1974 | Boris Pergamenschikov       | Ivan Monighetti                               | Hirofumi Kanno Seta Baltayan        |
| 1978 | Nathaniel Rosen             | Mari Fudzivara Daniel Veis                    | Alexander Kniazev Alexander Rudin   |
| 1982 | Antonio Meneses             | Alexander Rudin                               | Georg Faust                         |
| 1986 | Mario Brunello Kirill Rodin | Suren Bagratuni Martti Rousi                  | Sara Sant'Ambrogio John Sharp       |
| 1990 | Gustav Rivinius             | Françoise Groben Alexander Kniazev            | Bion Tsang Tim Hugh                 |
| 1994 | Không có giải nhất          | Không có giải nhì                             | Không có giải ba                    |
| 1998 | Denis Shapovalov            | Li-Wei Qin                                    | Boris Andrianov                     |
| 2002 | Không có giải nhất          | Johannes Moser                                | Claudius Popp Alexander Chaushian   |
| 2007 | Sergey Antonov              | Alexander Buzlov                              | István Várdai                       |
| 2011 | Narek Hakhnazaryan          | Edgar Moreau                                  | Ivan Karizna                        |
| 2015 | Andrei Ioniță               | Alexander Ramm                                | Alexander Buzlov                    |

### Hát Nam
| Năm  | Giải nhất/Vàng                      | Giải hai/Bạc                       | Giải ba/Đồng                           |
| ---- | ----------------------------------- | ---------------------------------- | -------------------------------------- |
| 1966 | Vladimir Atlantov                   | Nikolai Okhotnikov                 | Simon Estes Konstantin Lisovsky        |
| 1970 | Yevgeny Nesterenko Nikolai Ogrenich | Vladislav Piavko Zurab Sotkilava   | Victor Trishin                         |
| 1974 | Ivan Ponomarenko Іван Пономаренко   | Kolos Kováts                       | Anatoly Ponomarenko Vladimir Malchenko |
| 1978 | Không có giải nhất                  | Valentin Pivovarov Nikita Storojev | Yuri Statnik                           |
| 1982 | Paata Burchuladze                   | Gegham Grigoryan                   | Vladimir Chernov                       |
| 1986 | Alexander Morozov Grigory Gritsyuk  | Barseg Tumanyan                    | Sergei Martynov                        |
| 1990 | Hans Choi                           | Boris Statsenko                    | Oleg Kulko Wojciech Drabowicz          |
| 1994 | Chen-Ye Yuan                        | Không có giải nhì                  | Mikhail Davydov Ho Gwan Su             |
| 1998 | Besik Gabitashvili                  | Yevgeny Nikitin                    | Alexander Kisselev                     |
| 2002 | Mikhail Kazakov Михаил Казаков      | Andrej Dunaev                      | Kim Don Seub                           |
| 2007 | Alexander Tsymbalyuk                | Dmitry Belosselskiy                | Maxim Paster                           |
| 2011 | Jongmin Park                        | Enkhbatyn Amartüvshin              | Không có giải ba                       |
| 2015 | Ariunbaatar Ganbaatar               | Chuanyue Wang                      | Hansung Yoo                            |

### Hát Nữ
| Năm  | Giải nhất/Vàng                      | Giải nhì/Bạc                                      | Giải ba/Đồng                       |
| ---- | ----------------------------------- | ------------------------------------------------- | ---------------------------------- |
| 1966 | Jane Marsh                          | Veronica Tyler Evelina Stoytseva                  | Không có giải ba                   |
| 1970 | Elena Obraztsova Tamara Sinyavskaya | Không có giải nhì                                 | Evdokia Kolesnik                   |
| 1974 | Không có giải nhất                  | Lyudmila Sergiyenko Stefka Evstatieva Sylvia Sass | Galina Kalinina Tatiana Erastova   |
| 1978 | Lyudmila Shemchuk                   | Lyudmila Nam                                      | Ewa Podleś Mariana Ciaromila       |
| 1982 | Lidiya Zabilyasta                   | Khuraman Gasimova                                 | Dolora Zajick                      |
| 1986 | Natalia Erasova                     | Barbara Kilduff Felicia Filip                     | Maria Guleghina                    |
| 1990 | Deborah Voigt                       | Marina Shaguch                                    | Emilia Oprea Maria Khokhlogorskaya |
| 1994 | Hibla Gerzmava Marina Lapina        | Laura Claycomb Tatiana Zakharchu                  | Irina Gelahova                     |
| 1998 | Mieko Sato                          | Elena Manistina                                   | Maira Mukhamed                     |
| 2002 | Aitalina Afanasieva-Adamova         | U Bisia                                           | Anna Samuil                        |
| 2007 | Albina Shagimuratova                | Olesya Petrova                                    | Marika Gulordava                   |
| 2011 | Sunyoung Seo                        | Không có giải nhì                                 | Elena Guseva                       |
| 2015 | Yulia Matochkina                    | Svetlana Moskalenko                               | Mane Galoyan                       |

### Giải Xuất Sắc
| Năm  | Người thắng cuộc      | Thể loại |
| ---- | --------------------- | -------- |
| 1994 | Hibla Gerzmava        | Hát nữ   |
| 2011 | Daniil Trifonov       | Piano    |
| 2015 | Ariunbaatar Ganbaatar | Hát nam  |